# Großer Preis von San Marino 1989
Der Große Preis von San Marino 1989 (offiziell IX Gran Premio Kronenbourg di San Marino) fand am 23. April auf dem zu Ehren des im Vorjahr verstorbenen Ferrari-Präsidenten umbenannten Autodromo Enzo e Dino Ferrari in Imola statt und war das zweite Rennen der Formel-1-Weltmeisterschaft 1989.

## Berichte

### Hintergrund
Gabriele Tarquini wurde von AGS als Nachfolger für Philippe Streiff, der seine Formel-1-Karriere nach einem schweren Unfall hatte beenden müssen, unter Vertrag genommen.
Tyrrell brachte zwei Exemplare des neuen Wagens mit der Bezeichnung 018 an den Start, nachdem beim Saisonauftakt in Brasilien noch Vorjahresfahrzeuge zum Einsatz gekommen waren.
Nach dem Großen Preis von Brasilien führte Nigel Mansell in der Fahrerwertung mit drei Punkten vor Alain Prost und mit fünf Punkten vor Maurício Gugelmin.

### Training
Die von zahlreichen Rennwochenenden des Vorjahres bekannte erste Startreihe, bestehend aus den beiden McLaren von Ayrton Senna und Prost ergab sich auch nach dem zweiten Qualifikationstraining in Imola. Die zweite Reihe wurde von Mansell im Ferrari und Riccardo Patrese auf Williams gebildet. Dahinter folgten deren beiden Teamkollegen Gerhard Berger und Thierry Boutsen.
Da das erste reguläre Qualifikationstraining freitags bei feuchten Streckenbedingungen stattfand, qualifizierten sich die Piloten mit ihren am Samstag erzielten Rundenzeiten. Einige der Vorqualifikanten waren bereits am Freitagvormittag mit Durchschnittsgeschwindigkeiten von mehr als 200 km/h schneller gewesen, als manche der ohne Vorqualifikation für das reguläre Zeittraining zugelassenen Piloten. So war beispielsweise Stefano Modena einer von lediglich fünf Piloten, die an diesem Wochenende eine Rundenzeit unter 1:28 Minuten erreichten.

### Rennen

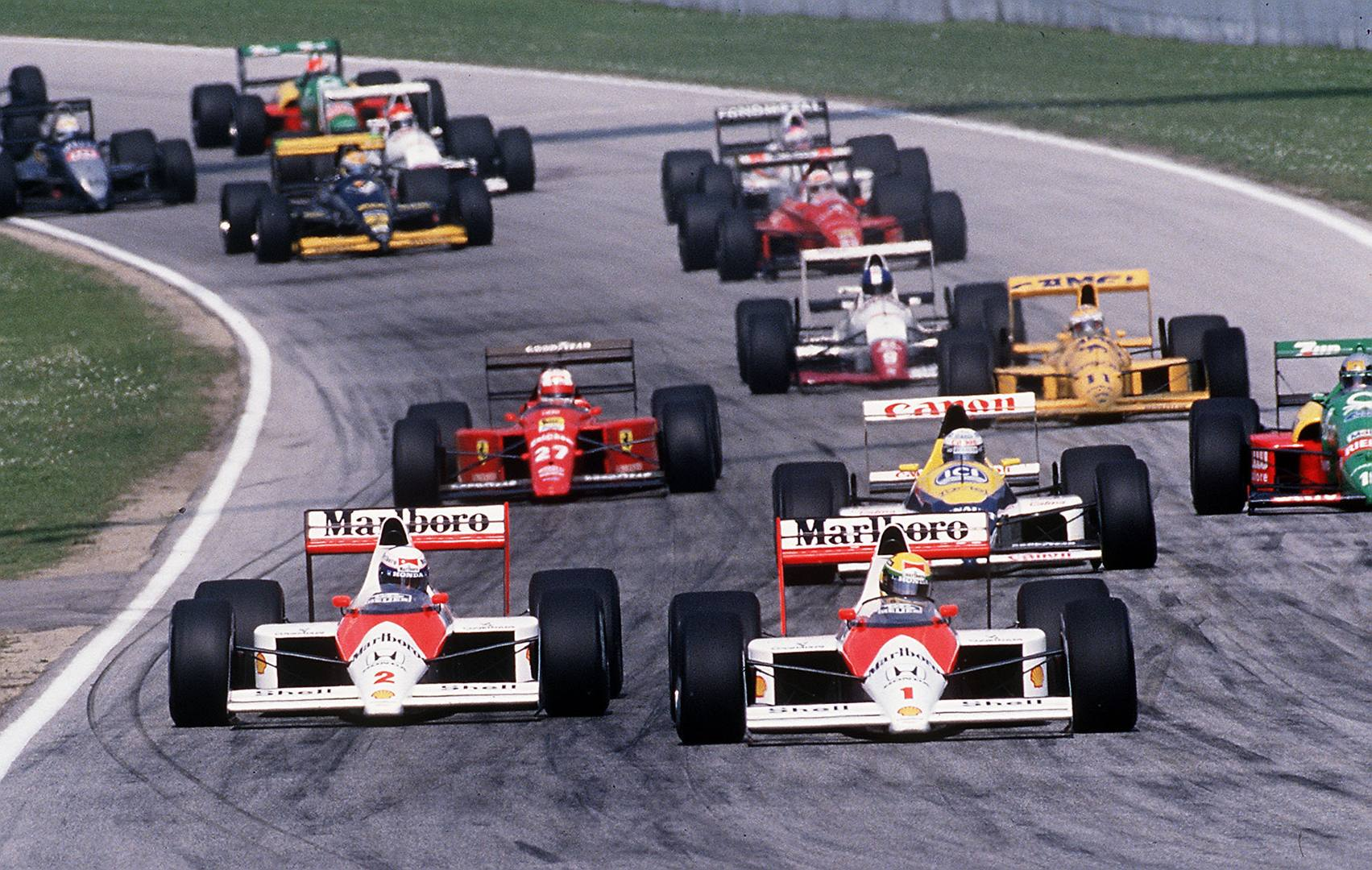
Rennszene kurz nach dem Neustart: Senna überholt in der Tosa-Kurve Prost, dahinter Patrese, Nannini, Mansell, Piquet und Warwick

Senna ging zunächst vor Prost, Mansell, Patrese und Berger in Führung. In der vierten Runde schoss der Ferrari 640 des Österreichers in der damals sehr schnellen Tamburello-Kurve geradeaus, schlug in die Streckenbegrenzung ein, wurde rund 100 Meter zurückgeschleudert und ging in Flammen auf. Die gut ausgerüsteten Streckenposten reagierten sehr schnell. Binnen rund 20 Sekunden war das Feuer gelöscht. Berger überstand den Unfall mit einer gebrochenen Rippe und mehreren Verbrennungen. Das Rennen wurde abgebrochen.
Beim Neustart konnte zunächst Prost die Führung übernehmen, wurde jedoch noch während der ersten Runde in der Tosa-Kurve von Senna überholt. Damit widersetzte sich der Brasilianer gegen eine Vereinbarung, die die beiden Teamkollegen im Vorfeld des Rennens getroffen hatten. Dies wird als der Beginn eines Zwists zwischen den beiden angesehen, der anschließend über mehrere Jahre andauerte.
Alessandro Nannini wurde Dritter hinter den beiden McLaren-Piloten, nachdem Mansell und Patrese am Ende des ersten Renndrittels aufgrund von technischen Problemen ausgeschieden waren. Da auch Nelson Piquet nach der Hälfte der Distanz hatte aufgeben müssen, erreichte Boutsen den vierten Platz vor Derek Warwick und Jonathan Palmer.
Boutsen wurde nach dem Rennen zunächst aufgrund eines angeblichen Regelverstoßes beim Neustart disqualifiziert, erhielt seine Platzierung jedoch nach erfolgreichem Protest seitens des Teams Williams zurück. Hingegen wurde Olivier Grouillard disqualifiziert, nachdem vor dem Neustart Mechaniker unerlaubterweise an seinem Ligier gearbeitet hatten.

## Meldeliste
| Team                            | Nr. | Fahrer                | Chassis         | Motor                    | Reifen |
| ------------------------------- | --- | --------------------- | --------------- | ------------------------ | ------ |
| Honda Marlboro McLaren          | 01  | Ayrton Senna          | McLaren MP4/5   | Honda RA109E 3.5 V10     | G      |
| Honda Marlboro McLaren          | 02  | Alain Prost           | McLaren MP4/5   | Honda RA109E 3.5 V10     | G      |
| Tyrrell Racing Organisation     | 03  | Jonathan Palmer       | Tyrrell 018     | Ford Cosworth DFR 3.5 V8 | G      |
| Tyrrell Racing Organisation     | 04  | Michele Alboreto      | Tyrrell 018     | Ford Cosworth DFR 3.5 V8 | G      |
| Canon Williams Team             | 05  | Thierry Boutsen       | Williams FW12C  | Renault RS1 3.5 V10      | G      |
| Canon Williams Team             | 06  | Riccardo Patrese      | Williams FW12C  | Renault RS1 3.5 V10      | G      |
| Motor Racing Developments       | 07  | Martin Brundle        | Brabham BT58    | Judd EV 3.5 V8           | P      |
| Motor Racing Developments       | 08  | Stefano Modena        | Brabham BT58    | Judd EV 3.5 V8           | P      |
| Arrows Grand Prix International | 09  | Derek Warwick         | Arrows A11      | Ford Cosworth DFR 3.5 V8 | G      |
| Arrows Grand Prix International | 10  | Eddie Cheever         | Arrows A11      | Ford Cosworth DFR 3.5 V8 | G      |
| Camel Team Lotus                | 11  | Nelson Piquet         | Lotus 101       | Judd CV 3.5 V8           | G      |
| Camel Team Lotus                | 12  | Satoru Nakajima       | Lotus 101       | Judd CV 3.5 V8           | G      |
| Leyton House March Racing Team  | 15  | Maurício Gugelmin     | March 881       | Judd CV 3.5 V8           | G      |
| Leyton House March Racing Team  | 16  | Ivan Capelli          | March 881       | Judd CV 3.5 V8           | G      |
| Osella Squadra Corse            | 17  | Nicola Larini         | Osella FA1M     | Ford Cosworth DFR 3.5 V8 | P      |
| Osella Squadra Corse            | 18  | Piercarlo Ghinzani    | Osella FA1M     | Ford Cosworth DFR 3.5 V8 | P      |
| Benetton Formula Ltd            | 19  | Alessandro Nannini    | Benetton B188   | Ford Cosworth DFR 3.5 V8 | G      |
| Benetton Formula Ltd            | 20  | Johnny Herbert        | Benetton B188   | Ford Cosworth DFR 3.5 V8 | G      |
| BMS Scuderia Italia             | 21  | Alex Caffi            | Dallara BMS 189 | Ford Cosworth DFR 3.5 V8 | P      |
| BMS Scuderia Italia             | 22  | Andrea de Cesaris     | Dallara BMS 189 | Ford Cosworth DFR 3.5 V8 | P      |
| Minardi Team SpA                | 23  | Pierluigi Martini     | Minardi M188B   | Ford Cosworth DFR 3.5 V8 | P      |
| Minardi Team SpA                | 24  | Luis Pérez-Sala       | Minardi M188B   | Ford Cosworth DFR 3.5 V8 | P      |
| Ligier Loto                     | 25  | René Arnoux           | Ligier JS33     | Ford Cosworth DFR 3.5 V8 | G      |
| Ligier Loto                     | 26  | Olivier Grouillard    | Ligier JS33     | Ford Cosworth DFR 3.5 V8 | G      |
| Scuderia Ferrari SpA SEFAC      | 27  | Nigel Mansell         | Ferrari 640     | Ferrari 035/5 3.5 V12    | G      |
| Scuderia Ferrari SpA SEFAC      | 28  | Gerhard Berger        | Ferrari 640     | Ferrari 035/5 3.5 V12    | G      |
| Équipe Larrousse                | 29  | Yannick Dalmas        | Lola LC89       | Lamborghini 3512 3.5 V12 | G      |
| Équipe Larrousse                | 30  | Philippe Alliot       | Lola LC89       | Lamborghini 3512 3.5 V12 | G      |
| Coloni SpA                      | 31  | Roberto Moreno        | Coloni FC188B   | Ford Cosworth DFR 3.5 V8 | P      |
| Coloni SpA                      | 32  | Pierre-Henri Raphanel | Coloni FC188B   | Ford Cosworth DFR 3.5 V8 | P      |
| EuroBrun Racing                 | 33  | Gregor Foitek         | EuroBrun ER188B | Judd CV 3.5 V8           | P      |
| West Zakspeed Racing            | 34  | Bernd Schneider       | Zakspeed 891    | Yamaha OX88 3.5 V8       | P      |
| West Zakspeed Racing            | 35  | Aguri Suzuki          | Zakspeed 891    | Yamaha OX88 3.5 V8       | P      |
| Moneytron Onyx Formula One      | 36  | Stefan Johansson      | Onyx ORE-1      | Ford Cosworth DFR 3.5 V8 | G      |
| Moneytron Onyx Formula One      | 37  | Bertrand Gachot       | Onyx ORE-1      | Ford Cosworth DFR 3.5 V8 | G      |
| Rial Racing                     | 38  | Christian Danner      | Rial ARC2       | Ford Cosworth DFR 3.5 V8 | G      |
| Rial Racing                     | 39  | Volker Weidler        | Rial ARC2       | Ford Cosworth DFR 3.5 V8 | G      |
| AGS Racing                      | 40  | Gabriele Tarquini     | AGS JH23B       | Ford Cosworth DFR 3.5 V8 | G      |
| AGS Racing                      | 41  | Joachim Winkelhock    | AGS JH23B       | Ford Cosworth DFR 3.5 V8 | G      |

## Klassifikationen

### Qualifying
| Pos. | Fahrer                | Konstrukteur     | Vorqualifikation | Vorqualifikation  | 1. Qualifikationstraining | 1. Qualifikationstraining | 2. Qualifikationstraining | 2. Qualifikationstraining | Start |
| Pos. | Fahrer                | Konstrukteur     | Zeit             | Ø-Geschwindigkeit | Zeit                      | Ø-Geschwindigkeit         | Zeit                      | Ø-Geschwindigkeit         | Start |
| ---- | --------------------- | ---------------- | ---------------- | ----------------- | ------------------------- | ------------------------- | ------------------------- | ------------------------- | ----- |
| 01   | Ayrton Senna          | McLaren-Honda    | –                | –                 | 1:42,939                  | 176,260 km/h              | 1:26,010                  | 210,952 km/h              | 01    |
| 02   | Alain Prost           | McLaren-Honda    | –                | –                 | 1:44,558                  | 173,530 km/h              | 1:26,235                  | 210,402 km/h              | 02    |
| 03   | Nigel Mansell         | Ferrari          | –                | –                 | 1:49,665                  | 165,449 km/h              | 1:27,652                  | 207,000 km/h              | 03    |
| 04   | Riccardo Patrese      | Williams-Renault | –                | –                 | 1:47,486                  | 168,803 km/h              | 1:27,920                  | 206,369 km/h              | 04    |
| 05   | Gerhard Berger        | Ferrari          | –                | –                 | 1:42,781                  | 176,531 km/h              | 1:28,089                  | 205,974 km/h              | 05    |
| 06   | Thierry Boutsen       | Williams-Renault | –                | –                 | 1:49,451                  | 165,773 km/h              | 1:28,308                  | 205,463 km/h              | 06    |
| 07   | Alessandro Nannini    | Benetton-Ford    | –                | –                 | 1:45,536                  | 171,922 km/h              | 1:28,854                  | 204,200 km/h              | 07    |
| 08   | Nelson Piquet         | Lotus-Judd       | –                | –                 | 1:48,124                  | 167,807 km/h              | 1:29,057                  | 203,735 km/h              | 08    |
| 09   | Alex Caffi            | Dallara-Ford     | 1:29,346         | 203,076 km/h      | 1:48,868                  | 166,661 km/h              | 1:29,069                  | 203,707 km/h              | 09    |
| 10   | Olivier Grouillard    | Ligier-Ford      | –                | –                 | 1:47,371                  | 168,984 km/h              | 1:29,104                  | 203,627 km/h              | 10    |
| 11   | Pierluigi Martini     | Minardi-Ford     | –                | –                 | 1:47,321                  | 169,063 km/h              | 1:29,152                  | 203,518 km/h              | 11    |
| 12   | Derek Warwick         | Arrows-Ford      | –                | –                 | 1:47,859                  | 168,220 km/h              | 1:29,281                  | 203,224 km/h              | 12    |
| 13   | Ivan Capelli          | March-Judd       | –                | –                 | 1:48,178                  | 167,724 km/h              | 1:29,385                  | 202,987 km/h              | 13    |
| 14   | Nicola Larini         | Osella-Ford      | 1:29,787         | 202,078 km/h      | 1:47,577                  | 168,661 km/h              | 1:29,488                  | 202,753 km/h              | 14    |
| 15   | Luis Pérez-Sala       | Minardi-Ford     | –                | –                 | 1:46,800                  | 169,888 km/h              | 1:29,503                  | 202,719 km/h              | 15    |
| 16   | Andrea de Cesaris     | Dallara-Ford     | –                | –                 | 1:53,681                  | 159,605 km/h              | 1:29,669                  | 202,344 km/h              | 16    |
| 17   | Stefano Modena        | Brabham-Judd     | 1:27,350         | 207,716 km/h      | 1:48,415                  | 167,357 km/h              | 1:29,761                  | 202,137 km/h              | 17    |
| 18   | Gabriele Tarquini     | AGS-Ford         | –                | –                 | 1:48,795                  | 166,772 km/h              | 1:29,913                  | 201,795 km/h              | 18    |
| 19   | Maurício Gugelmin     | March-Judd       | –                | –                 | 1:52,119                  | 161,828 km/h              | 1:30,163                  | 201,236 km/h              | 19    |
| 20   | Philippe Alliot       | Lola-Lamborghini | –                | –                 | 2:00,293                  | 150,832 km/h              | 1:30,168                  | 201,224 km/h              | 20    |
| 21   | Eddie Cheever         | Arrows-Ford      | –                | –                 | 1:45,375                  | 172,185 km/h              | 1:30,233                  | 201,079 km/h              | 21    |
| 22   | Martin Brundle        | Brabham-Judd     | 1:28,197         | 205,721 km/h      | 1:46,279                  | 170,720 km/h              | 1:30,271                  | 200,995 km/h              | 22    |
| 23   | Johnny Herbert        | Benetton-Ford    | –                | –                 | 2:05,126                  | 145,006 km/h              | 1:30,347                  | 200,826 km/h              | 23    |
| 24   | Satoru Nakajima       | Lotus-Judd       | –                | –                 | 1:46,483                  | 170,393 km/h              | 1:30,697                  | 200,051 km/h              | 24    |
| 25   | Jonathan Palmer       | Tyrrell-Ford     | –                | –                 | 1:51,229                  | 163,123 km/h              | 1:30,928                  | 199,542 km/h              | 25    |
| 26   | Yannick Dalmas        | Lola-Lamborghini | –                | –                 | 1:58,083                  | 153,655 km/h              | 1:31,137                  | 199,085 km/h              | 26    |
| DNQ  | Michele Alboreto      | Tyrrell-Ford     | –                | –                 | 1:51,329                  | 162,976 km/h              | 1:31,206                  | 198,934 km/h              | –     |
| DNQ  | René Arnoux           | Ligier-Ford      | –                | –                 | 1:48,091                  | 167,859 km/h              | 1:31,268                  | 198,799 km/h              | –     |
| DNQ  | Christian Danner      | Rial-Ford        | –                | –                 | 1:47,967                  | 168,051 km/h              | 1:31,342                  | 198,638 km/h              | –     |
| DNQ  | Roberto Moreno        | Coloni-Ford      | –                | –                 | 1:50,947                  | 163,538 km/h              | 1:31,775                  | 197,701 km/h              | –     |
| DNPQ | Bertrand Gachot       | Onyx-Ford        | 1:30,384         | 200,743 km/h      | –                         | –                         | –                         | –                         | –     |
| DNPQ | Gregor Foitek         | EuroBrun-Judd    | 1:30,620         | 200,221 km/h      | –                         | –                         | –                         | –                         | –     |
| DNPQ | Piercarlo Ghinzani    | Osella-Ford      | 1:30,631         | 200,196 km/h      | –                         | –                         | –                         | –                         | –     |
| DNPQ | Stefan Johansson      | Onyx-Ford        | 1:30,647         | 200,161 km/h      | –                         | –                         | –                         | –                         | –     |
| DNPQ | Joachim Winkelhock    | AGS-Ford         | 1:32,071         | 197,065 km/h      | –                         | –                         | –                         | –                         | –     |
| DNPQ | Pierre-Henri Raphanel | Coloni-Ford      | 1:32,267         | 196,647 km/h      | –                         | –                         | –                         | –                         | –     |
| DNPQ | Aguri Suzuki          | Zakspeed-Yamaha  | 1:32,287         | 196,604 km/h      | –                         | –                         | –                         | –                         | –     |
| DNPQ | Bernd Schneider       | Zakspeed-Yamaha  | 1:32,855         | 195,401 km/h      | –                         | –                         | –                         | –                         | –     |
| DNPQ | Volker Weidler        | Rial-Ford        | 1:36,480         | 188,060 km/h      | –                         | –                         | –                         | –                         | –     |

### Rennen
| Pos. | Fahrer             | Konstrukteur     | Runden | Stopps | Zeit        | Start | Schnellste Runde |
| ---- | ------------------ | ---------------- | ------ | ------ | ----------- | ----- | ---------------- |
| 01   | Ayrton Senna       | McLaren-Honda    | 58     | 0      | 1:26:51,245 | 01    | 1:27,273         |
| 02   | Alain Prost        | McLaren-Honda    | 58     | 0      | + 40,225    | 02    | 1:26,795         |
| 03   | Alessandro Nannini | Benetton-Ford    | 57     | 0      | + 1 Runde   | 07    | 1:29,868         |
| 04   | Thierry Boutsen    | Williams-Renault | 57     | 0      | + 1 Runde   | 06    | 1:29,571         |
| 05   | Derek Warwick      | Arrows-Ford      | 57     | 0      | + 1 Runde   | 12    | 1:30,749         |
| 06   | Jonathan Palmer    | Tyrrell-Ford     | 57     | 0      | + 1 Runde   | 25    | 1:30,164         |
| 07   | Alex Caffi         | Dallara-Ford     | 57     | 0      | + 1 Runde   | 09    | 1:30,371         |
| 08   | Gabriele Tarquini  | AGS-Ford         | 57     | 0      | + 1 Runde   | 18    | 1:30,364         |
| 09   | Eddie Cheever      | Arrows-Ford      | 56     | 0      | + 2 Runden  | 21    | 1:30,728         |
| 10   | Andrea de Cesaris  | Dallara-Ford     | 56     | 0      | + 2 Runden  | 16    | 1:29,995         |
| 11   | Johnny Herbert     | Benetton-Ford    | 56     | 0      | + 2 Runden  | 23    | 1:31,020         |
| 12   | Nicola Larini      | Osella-Ford      | 52     | 0      | DNF         | 14    | 1:31,791         |
| –    | Martin Brundle     | Brabham-Judd     | 51     | 0      | DNF         | 22    | 1:32,189         |
| –    | Satoru Nakajima    | Lotus-Judd       | 46     | 0      | NC          | 24    | 1:31,970         |
| –    | Luis Pérez-Sala    | Minardi-Ford     | 43     | 0      | DNF         | 15    | 1:31,948         |
| –    | Maurício Gugelmin  | March-Judd       | 39     | 0      | DNF         | 19    | 1:32,038         |
| –    | Nelson Piquet      | Lotus-Judd       | 29     | 0      | DNF         | 08    | 1:30,771         |
| –    | Nigel Mansell      | Ferrari          | 23     | 0      | DNF         | 03    | 1:29,849         |
| –    | Riccardo Patrese   | Williams-Renault | 21     | 0      | DNF         | 04    | 1:29,959         |
| –    | Stefano Modena     | Brabham-Judd     | 19     | 0      | DNF         | 17    | 1:32,618         |
| –    | Pierluigi Martini  | Minardi-Ford     | 6      | 0      | DNF         | 11    | 1:34,525         |
| –    | Gerhard Berger     | Ferrari          | 3      | 0      | DNF         | 05    | 1:33,319         |
| –    | Ivan Capelli       | March-Judd       | 1      | 0      | DNF         | 13    | 1:42,912         |
| –    | Philippe Alliot    | Lola-Lamborghini | 0      | 0      | DNF         | 20    | –                |
| –    | Yannick Dalmas     | Lola-Lamborghini | 0      | 0      | DNF         | 26    | –                |
| DSQ  | Olivier Grouillard | Ligier-Ford      | 4      | 0      | –           | 10    | 1:34,472         |

## WM-Stände nach dem Rennen
Die ersten sechs des Rennens bekamen 9, 6, 4, 3, 2 bzw. 1 Punkt(e). In der Fahrerwertung wurden die besten elf Resultate, in der Konstrukteurswertung alle Resultate gewertet.

### Fahrerwertung
| Pos. | Fahrer             | Konstrukteur     | Punkte |
| ---- | ------------------ | ---------------- | ------ |
| 01   | Alain Prost        | McLaren-Honda    | 12     |
| 02   | Ayrton Senna       | McLaren-Honda    | 9      |
| 03   | Nigel Mansell      | Ferrari          | 9      |
| 04   | Alessandro Nannini | Benetton-Ford    | 5      |
| 05   | Maurício Gugelmin  | March-Judd       | 4      |
| 06   | Derek Warwick      | Arrows-Ford      | 4      |
| 07   | Johnny Herbert     | Benetton-Ford    | 3      |
| 08   | Thierry Boutsen    | Williams-Renault | 3      |
| 09   | Jonathan Palmer    | Tyrrell-Ford     | 1      |
| 10   | Alex Caffi         | Dallara-Ford     | 0      |
| 11   | Satoru Nakajima    | Lotus-Judd       | 0      |
| 12   | Gabriele Tarquini  | AGS-Ford         | 0      |
| 13   | Eddie Cheever      | Arrows-Ford      | 0      |
| 14   | Olivier Grouillard | Ligier-Ford      | 0      |
| 15   | Andrea de Cesaris  | Dallara-Ford     | 0      |

| Pos. | Fahrer            | Konstrukteur     | Punkte |
| ---- | ----------------- | ---------------- | ------ |
| 16   | Michele Alboreto  | Tyrrell-Ford     | 0      |
| 17   | Philippe Alliot   | Lola-Lamborghini | 0      |
| 18   | Nicola Larini     | Osella-Ford      | 0      |
| 19   | Christian Danner  | Rial-Ford        | 0      |
| –    | Riccardo Patrese  | Williams-Renault | 0      |
| –    | Bernd Schneider   | Zakspeed-Yamaha  | 0      |
| –    | Martin Brundle    | Brabham-Judd     | 0      |
| –    | Ivan Capelli      | March-Judd       | 0      |
| –    | Nelson Piquet     | Lotus-Judd       | 0      |
| –    | Stefano Modena    | Brabham-Judd     | 0      |
| –    | Pierluigi Martini | Minardi-Ford     | 0      |
| –    | Gerhard Berger    | Ferrari          | 0      |
| –    | Luis Pérez-Sala   | Minardi-Ford     | 0      |
| –    | Yannick Dalmas    | Lola-Lamborghini | 0      |

### Konstrukteurswertung
| Pos. | Konstrukteur     | Punkte |
| ---- | ---------------- | ------ |
| 01   | McLaren-Honda    | 21     |
| 02   | Ferrari          | 9      |
| 03   | Benetton-Ford    | 8      |
| 04   | March-Judd       | 4      |
| 05   | Arrows-Ford      | 4      |
| 06   | Williams-Renault | 3      |
| 07   | Tyrrell-Ford     | 1      |
| 08   | Dallara-Ford     | 0      |
| 09   | Lotus-Judd       | 0      |

| Pos. | Konstrukteur     | Punkte |
| ---- | ---------------- | ------ |
| 10   | AGS-Ford         | 0      |
| 11   | Ligier-Ford      | 0      |
| 12   | Lola-Lamborghini | 0      |
| 13   | Osella-Ford      | 0      |
| 14   | Rial-Ford        | 0      |
| –    | Zakspeed-Yamaha  | 0      |
| –    | Brabham-Judd     | 0      |
| –    | Minardi-Ford     | 0      |